# Troglohyphantes drenskii
Troglohyphantes drenskii är en spindelart som beskrevs av Christo Deltshev 1973. Troglohyphantes drenskii ingår i släktet Troglohyphantes och familjen täckvävarspindlar.
Artens utbredningsområde är Bulgarien. Inga underarter finns listade i Catalogue of Life.